# Comitato centrale coreano delle trasmissioni radiotelevisive
Il Comitato centrale coreano delle trasmissioni radiotelevisive (조선중앙방송위원회?, 朝鮮中央放送委員會?, Chosŏn Chungang Pangsong WiwŏnhoeMR), noto anche in inglese come Korean Central Broadcasting Committee e Korean Central Broadcasting ( 조선중앙방송?, 朝鮮中央放送?, Joseon Jung-ang BangsongLR, Chosŏn Chungang PangsongMR), è un comitato statale della Corea del Nord che gestisce le trasmissioni radiotelevisive nel Paese.
Il comitato è subordinato al gabinetto della Corea del Nord, ma il suo personale è scelto e nominato dal Dipartimento di propaganda e agitazione del Partito del Lavoro di Corea. Il presidente del comitato è Hwang Yong-bo.

## Servizi
Il Comitato controlla tutte e quattro le principali stazioni televisive della Corea del Nord e oltre 200 stazioni radio, ad eccezione della Pyongyang FM Broadcasting Station, Pyongyang Broadcasting Station e Voice of National Salvation che sono subordinati al Dipartimento del Fronte Unito del Partito del Lavoro di Corea.  Controlla anche la Korean Central News Agency, l'agenzia di stampa ufficiale della Corea del Nord.
Il Comitato gestisce un piccolo dipartimento per la formazione di tecnici e ingegneri con pratiche operative.

### Radio
Le trasmissioni radiofoniche ufficiali iniziarono il 14 ottobre 1945 con la trasmissione via radio dell'annuncio da parte di Kim Il-sung dell'indipendenza della Corea del Nord. Le principali stazioni controllate direttamente sono:
- Korean Central Brodcasting Station
- Pyongyang Radio
- Voce di Corea

### Televisione
Le trasmissioni televisive del Comitato furono lanciate per la prima volta in maniera ufficiale il 3 marzo 1963. Il Comitato gestisce quattro reti televisive.

Televisione Centrale Coreana
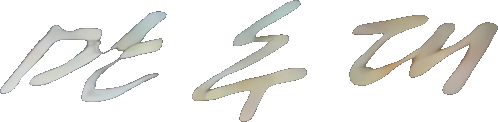
Mansudae
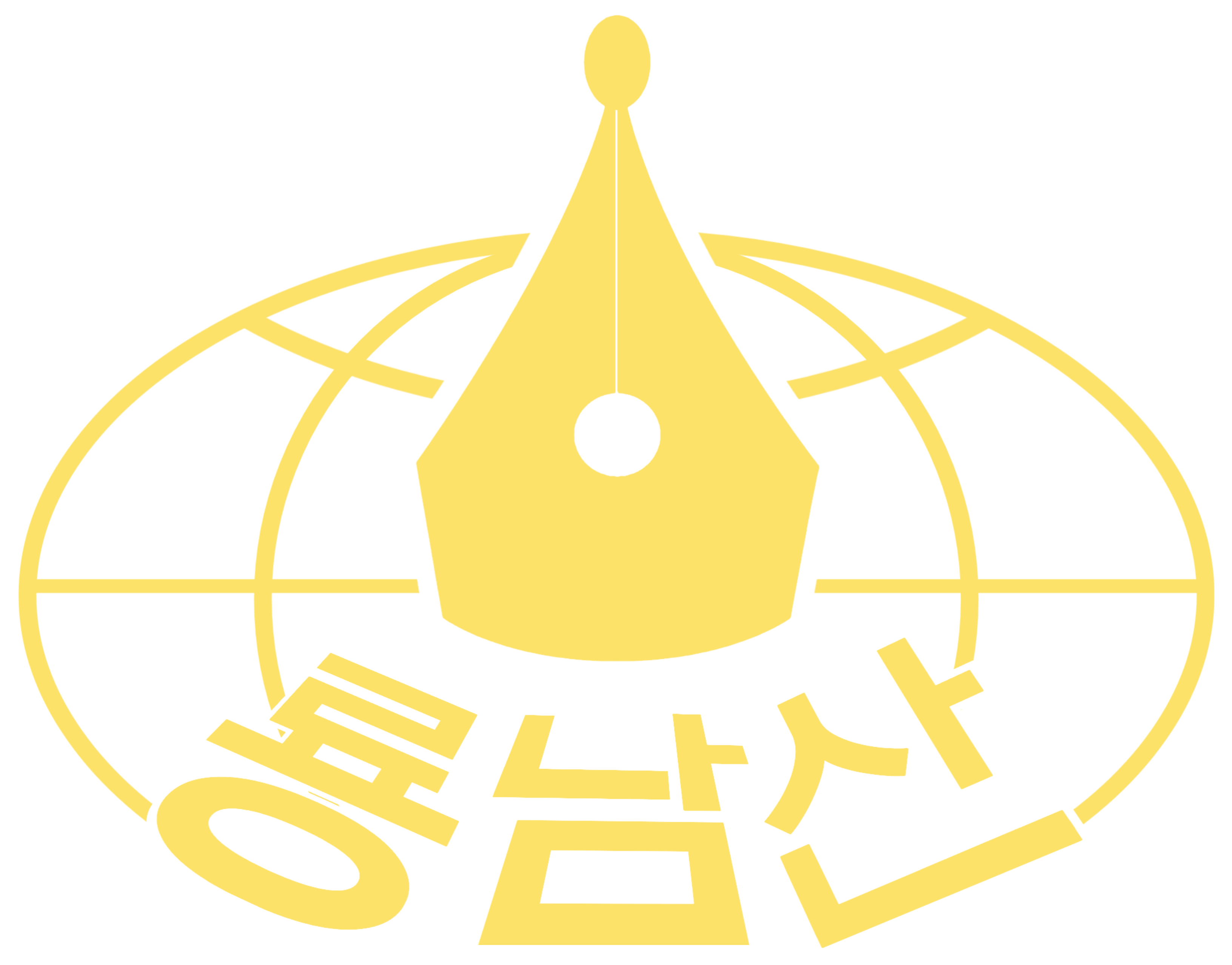
Ryongnansam
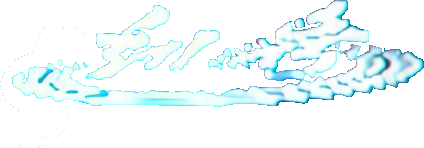
Cheyug

## Palinsesti
I palinsesti sono pubblicati su Rodong Sinmun, Minju Choson, Pyongyang Sinmun e Rimjingang.

## Relazioni internazionali
Il comitato è membro dell'Asia-Pacific Broadcasting Union, un'organizzazione internazionale che unisce diverse emittenti radiotelevisive in Asia e Oceania. Grazie all'associazione con l'ABU, sono state facilitate le trasmissioni in Corea del Nord di eventi quali i Giochi della XXX Olimpiade ed è stato aperto un ufficio della Associated Press, la prima agenzia di stampa occidentale ad avere una sede a Pyongyang.